# Адхіл
Адхіл (ξ Andromedae/ Ксі Андромеди) —  одиночна зоря у сузір'ї Андромеди.

## Характеристика
Адхіл має зіркову класифікацію K0 IIIb, і належить до класу Гіпергігантів. Його зоряна великичина складає 4,86 V.

## Видимість
Враховуючи помірну яскравість, його буде добре видно у місцях з темним небом, але будь яке освітлення може заважити його спостереженню.